# Dolní Lutyně
Dolní Lutyně (do roku 1946 Německá Lutyně, polsky Lutynia Dolna, německy Deutsch Leuten, slezskoněmecky Nieder Leuten) je hornoslezská obec v okrese Karviná v Moravskoslezském kraji. Žije zde přibližně 5 300 obyvatel. Obec Dolní Lutyně je druhou největší obcí v ČR bez statutu města. Část obyvatel tvoří polská menšina.
Obec Dolní Lutyně se rozprostírá na území Ostravské pánve, v nížině řeky Olše východně od Bohumína. Svým severním okrajem hraničí s Polskem. Sídelní strukturu tvoří dvě dříve samostatné obce Dolní Lutyně a Věřňovice, které byly sloučeny v roce 1975. Krajina, ve které obec leží, je mírně zvlněná. Nejvyšší část obce se nazývá Výšina, na protilehlé straně se nachází místní část Zbytky. Největším vodním tokem je řeka Olše, která protéká severní části obce. Tato oblast o rozloze 5,6 hektaru, která se nachází ve Věřňovicích, je dnes chráněným územím coby přírodní památka Věřňovice. Do Olše se vlévá potok Lutyňka, který obcí Dolní Lutyně protéká. Z větších vodních ploch se na území nachází vodní plocha pískovny a Farský rybník.

## Název
Jméno osady bylo odvozeno od osobního jména Lut, které mohlo vzniknout jako domácí zkratka některého složeného jména s Lut- (např. Lutobor) nebo z obecných slov lut ("prudkost, síla") či lut (jmenné skloňování adjektiva "lítý"). Místní jméno tedy mělo význam "Lutova ves". Od 16. století měla přívlastek Německá na rozlišení od Polské Lutyně (dnes jen Lutyně), po druhé světové válce přívlastek změněn na Dolní.

### Historické názvy
- Latinský název obce Luthina je uveden v prvním písemném dokumentu z roku 1305. V roce 1478 se užíval latinský název Lutyn, dále v roce 1540 to byla Lutynie Theutonicum a v letech 1682 - 1688 Teuto Lutynia.
- Název Dolní Lutyně začali obyvatelé obce užívat až po skončení druhé světové války, kdy byl oficiálně uznán a úředně potvrzen výnosem ministerstva vnitra z 1. února 1946.
- Až do roku 1945 se používal německý název název Deutsch Leuten, popřípadě Deutsch-Leuten nebo Deutschleuten.

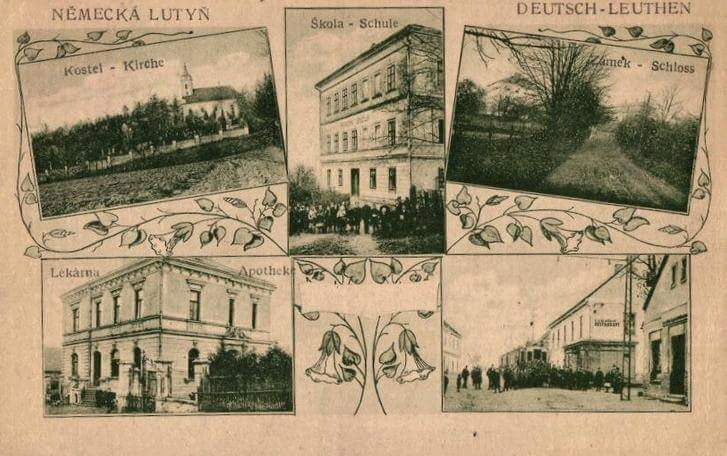
Historická pohlednice z období Německé Lutyně

- Historická pohlednice z období Německé LutyněPolské označení obce v letech 1808–1946 bylo Lutynia Niemiecka a od roku 1946 se užívá v polštině překlad českého názvu Lutynia Dolna.

## Historie
Dolní Lutyně je v historickém místopisu země Moravské zmiňována jako obec se dvěma zámky a farním kostelem svatého Jana Křtitele. Poprvé se tato obec se 72 lány objevuje v soupisu desátků vratislavského biskupství z roku 1305, kde je nazývána jako Luthina. Ves byla původně knížecí, ale kníže Přemek ji spolu s Horní (Polskou) Lutyní v roce 1365 prodal za 400 hřiven stříbra Paškovi Barutswerde. Později část vsi opět připadla těšínským knížatům k jejich fryštátskému panství a část zůstávala samostatným statkem. Z jeho držitelů jsou doloženi v letech 1475–1486 Jan z Lutyně, po něm Jiřík Liška, který se v roce 1581 oženil s Annou z Rudz. Dále se majitelé střídali. Držitelé Lutyně byli Hanuš Geraltovský z Geraltovic, Jáchym Geraltovský z Geraltovic, jehož manželka byla Anna Kochtická z Kochtic a také Jan Pražma z Bílkovic.

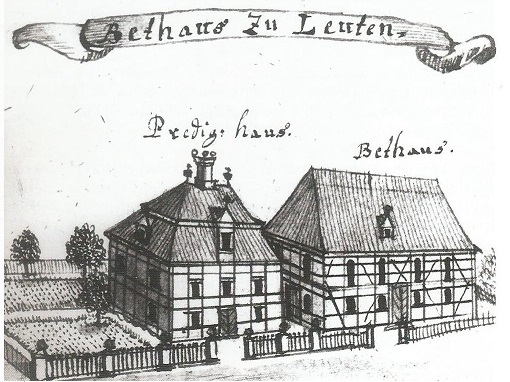
Kresba Friedricha Bernharda Wernera z roku 1734 publikovaná v Topografii Slezska. Jedná se o kostel v Dolní Lutyni, vlevo je fara

Roku 1639 po Anně Kochtické z Kochtic držel Lutyni její druhý manžel Jan Jindřich hrabě Šlik a později Jindřich Vilém hrabě Šlik, po jeho smrti v roce 1660 se ujala statku vdova Alžběta Maximiliana, svobodná paní z Drahotouš, která se opět provdala nejprve za Františka Arnošta hraběte Šlika a pak za Františka hraběte Taafeho, který v roce 1700 Dolní Lutyni zdědil. Po Františku dědil statek jeho synovec Jan Theobald hrabě Taafe (zemřel 1738), dále Mikuláš hrabě Taafe, jenž vystavěl roku 1746 v Dolní Lutyni kostel. Zemřel roku 1766 a zanechal statek svému vnukovi Rudolfu hraběti Taafemu, který prodal Dolní Lutyni roku 1792 Janu hraběti Larischovi, majiteli Karviné. Od té doby měla Dolní Lutyně stejné majitele s Karvinou. Od roku 1864 je ves Dolní Lutyně samostatnou obcí. Po Janu hraběti Larischovi vlastnil Karvinou a s ní i Dolní Lutyni jeho syn Jindřích hrabě Larisch-Mönich, který zemřel v roce 1859. Jeho nástupce Jan hrabě Larisch-Mönich zemřel v roce 1884 v Anglii. Dále dědil Jindřich hrabě a v roce 1923 dr. Jan Larisch-Mönich.
V roce 2012 přešla obec z ORP Orlová do ORP Bohumín. Počátkem roku 2015 zde žilo 5 155 obyvatel, přitom o deset let dříve to bylo 4 719 obyvatel.

## Obyvatelstvo
Podle rakouského sčítání lidu v roce 1910 měla Německá Lutyně 4 096 obyvatel, z toho 3 888 bylo přihlášeno trvale, 3 483 (89,6 %) bylo polsky, 359 (9,2 %) německy a 46 (1,2 %) česky mluvících, 3994 (97,5 %) byli katolíci, 27 (0,7 %) evangelíci, 52 (1,3 %) Židé a 23 (0,6 %) jiného náboženství.
Obec se rozkládá na 2 488 hektarů, k roku 2013 měla Dolní Lutyně celkem 1 490 domů a 4 966 obyvatel, z toho Věřňovice tvořily 221 domů a 658 obyvatel.
| Rok            | 1869  | 1880  | 1890  | 1900  | 1910  | 1921  | 1930  | 1950  | 1961  | 1970  | 1980  | 1991  | 2001  | 2011  | 2021  |
| -------------- | ----- | ----- | ----- | ----- | ----- | ----- | ----- | ----- | ----- | ----- | ----- | ----- | ----- | ----- | ----- |
| Počet obyvatel | 2 334 | 2 748 | 3 127 | 3 914 | 4 724 | 4 884 | 5 447 | 4 588 | 4 893 | 4 880 | 4 726 | 4 469 | 4 771 | 4 966 | 5 050 |
| Počet domů     | 319   | 342   | 376   | 445   | 514   | 537   | 770   | 922   | 1 052 | 1 141 | 1 179 | 1 291 | 1 334 | 1 490 | 1 650 |

## Obecní správa

### Části obce
Sídelní strukturu tvoří dvě dříve samostatné obce Dolní Lutyně a Věřňovice, které byly sloučeny v roce 1975. Dolní Lutyně se ještě dělí na části Střed, Zbytky, Výšina a Nerad.

### Obecní symboly
Znak a vlajka byly obci uděleny rozhodnutím předsedy Poslanecké sněmovny Parlamentu České republiky dne 15. července 1993. Tvoří modrý štít se zlatým snopem tvořeným třemi viditelnými hrstmi a provázeným po stranách stříbrnými růžemi, které mají symbolizovat připojené Věřňovice. Tři hrsti obilného snopu symbolizují soužití obyvatel české, polské a slovenské národnosti.
Obec Dolní Lutyně disponovala svým vlastním pečetidlem již od roku 1723. Jednalo se o oválný typář, který nesl v pečetním poli kolmo postavený snop, z něhož vyrůstal kříž obtočený hadem. Pod snopem leží vidle (podávky), přes které jsou položeny dva srpy vedle sebe. Toto pečetidlo používala obec ještě v první polovině 19. století. Na pozdějším polském úředním razítku došlo k určité modifikaci symboliky, snop zůstal a za něj byly umístěny zemědělské nástroje - kosa, cep a hrábě. V období první republiky se používalo pouze nápisové razítko, avšak na razítku místního národního výboru ze druhé poloviny 40. let je již opět snop a za ním zkříženy kosa, hrábě, cep, vidle a srp.
Věřňovice měly také od roku 1723 své pečetidlo, které obec používala až do první poloviny 19. století. Pečetní pole oválného typáře bylo tvořeno zkříženými hráběmi, cepem a lopatou ve spodní části pečetě, horní část byla prázdná.

## Doprava
Územím obce prochází dálnice D1, která zde překračuje hranici do Polska. Dále vede obcí silnice I/67 mezi Karvinou a Bohumínem. Na území obce zasahuje i silnice II/474 mezi Orlovou a Dětmarovicemi. Silnice III. třídy jsou:
- III/4685 (Bezručova a Neradská ulice)
- III/46812 Skřečoň – Dolní Lutyně – Věřňovice
- III/4712 Záblatí – Dolní Lutyně

V severní části obce (části zvané Nerad) je zastávka Dolní Lutyně ležící na železniční trati Bohumín – Mosty u Jablunkova – Čadca. Zastávka má dvě nástupiště a dvě koleje s přístřešky proti povětrnostním vlivům. Vstup na nástupiště je bezbariérový. Poblíž stanice se nachází veřejné parkoviště a úschovna kol. Na zastávku se plánují dodat kontejnery na třídění odpadu.

## Pamětihodnosti

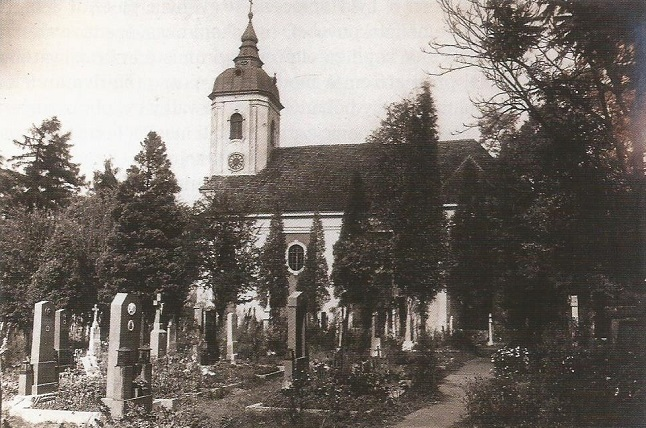
Historická fotka kostela svatého Jana Křtitele v Dolní Lutyni. Zajímavostí je, že hodiny jsou umístěny pod okny na kostelní věži. Datum pořízení neznámé, pravděpodobně se jedná o třicátá léta 20. století

- Kostel svatého Jana Křtitele, jenž je umístěn ve středu obce a tvoří nepřehlédnutelnou dominantu obce. Kostel, jenž je ojedinělou barokní stavbou vystavěnou v rozmezí let 1740 až 1746. Tento chrám tvoří jedná omítaná loď, s dvěma přilehlými kaplemi a se čtyřbokou věží v západním průčelí. Široké kněžiště je zakončeno užší mělkou apsidou se sakristií na východní straně a kruchtou na straně západní, přístupnou vřetenovým schodištěm v podvěží. Ve věži se ukrývají čtyři zvony. Jeden, jenž přežil světové války a tři novodobé. Po stranách apsidy sledují chodbovité vedlejší předsíně půdorys závěru a ústí do bočních kaplí s patrovými oratořemi. Hlavní loď s křížovými klenbami, čelní strana kruchty, parapety oratoří a boční konchy jsou zdobeny bohatým štukovým dekorem s motivy vegatabilních rozvilin a rokajů. V interiéru dále klenby křížové s vytaženými hřebínky a valené; sakristie, boční předsíně a hlavní předsíň v přízemí věže stejně jako podkruchtí plochostropé. Okna hlavního kostelního prostoru oválná s mírně stlačeným záklenkem a kasulovitého tvaru, vchody obdélné. Okna a vchody sakristie a vedlejší předsíně s půlkruhovým záklenkem v jednoduché šambráně. Místní chrám je obklopen místním hřbitovem, kde se nadále pohřbívá.
- Zámek. Příslušníci rodu Taafe, kteří měli Dolní Lutyni v držení od roku 1700 až do roku 1792, vybudovali v obci malý barokní zámek na mírném kopci,který byl protilehlý vršku s lutyňským kostelem. Tento zámek jim sloužil jako letní sídlo. V roce 1792 prodal hrabě Taafe Dolní Lutyni majiteli Karviné Janu Larisch-Monnichovi, zámek pak ztratil rezidenční funkci a stal se jen sídlem správy a dvora a obydlím hospodářských úředníků. Za pozemkové reformy byl vlastníkem statku dr. Jiří Hahn a spol. Po roce 1945 přešel do majetku státu a po roce 1989 přešel do majetku Pozemkového fondu ČR a byl využíván k obytným účelům.
- Kaple ve Věřňovicích. Ještě dříve než měly Věřňovice kapli, zde byla zvonice. Zvonilo se vždy v poledne a večer tak zvané klekání. První písemná zmínka o této zvonici se objevuje až po roce 1800. K postavení samotné kaple došlo přibližně v letech 1869–1873 a stojí v severní části obce, asi 150 metrů od řeky Olše a mostu.
- Polygonální stodola. Dolní Lutyně se může pochlubit jednou významnou kulturní památkou lidové architektury. Je jí polygonální stodola. Konstrukce je slezského typu. Je roubená z netesaných trámů s mohutnými zhlavími na nárožích, střecha je kryta stupňovitě vázaným doškem.